# Ronnell Bright
Ronnell Bright (* 3. Juli 1930 in Chicago; † 12. August 2021) war  ein US-amerikanischer Jazzpianist, Arrangeur und Komponist des Modern Jazz. Er arbeitete für Carmen McRae und Sarah Vaughan.

## Leben
Ronnell Bright wollte ursprüngliche klassischer Pianist werden; mit neun Jahren gewann er einen Preis und spielte mit dem „Chicago Youth Piano Symphony Orchestra“. Er studierte an der Juilliard School und schloss in den frühen 1950er Jahren seine Studien ab. Seine erste Begegnung mit Jazz hatte er in einer US-Navy-Band. Später arbeitete er in Chicago mit dem Bassisten Johnny Tate (mit dem 1955 erste Aufnahmen entstanden) und war Mitte der 1950er Jahre Begleitpianist der Sängerin Carmen McRae. Seit dieser Zeit spielte er einen groovenden leichten Swingstil.
1955 zog Bright nach New York, wo er mit Rolf Kühn auftrat und Platten aufnahm, u. a. mit Frank Wess. Unter eigenem Namen nahm er im Trio mit Wilbur Wynne (Gitarre) und Willard Nelson (Bass) den Titel Bright’s bounce auf; er erschien 1957 auf dem Epic-Sampler After Hours Jazz. 1957 war er Mitglied der Big Band von Dizzy Gillespie; im selben Jahr hatte er auch ein eigenes Trio mit Richard Davis und dem Schlagzeuger Art Morgan. Ab 1958 war er Begleiter und Leiter des Orchesters für Sarah Vaughan, Lena Horne und Gloria Lynne. 1964 wurde er Nancy Wilsons Arrangeur, Pianist und musikalischer Direktor und zog nach Los Angeles. Dort arbeitete Bright vorwiegend in den Hollywood-Studios. 1972 wurde er für zwei Jahre Mitglied der Formation Supersax. Danach unterrichtete er ein Jahr an der High School.
Ronnell Bright arbeitete als Komponist mit dem Texter Johnny Mercer zusammen und schrieb Songs, die von Sarah Vaughan, Cal Tjader, Horace Silver und Blue Mitchell gespielt wurden. Außerdem war er an Plattenaufnahmen von Coleman Hawkins, Anita O’Day, Shirley Scott und Lorez Alexandria beteiligt.
Anfang der 1990er Jahre ließ er sich in Denver nieder, gab sich den Titel eines „Doctor of Divinity“ und produzierte mit seiner Ehefrau Rev. Dianne Bright Jazz-Programme für ihre eigene Kirchengemeinde, die Harmony Church, in der auch häufig lokale Musiker als Gäste des Harmony Orchestra auftraten. Im Bereich des Jazz war er laut Tom Lord zwischen 1955 und 1996 an 56 Aufnahmesessions beteiligt, zuletzt mit Buddy Collette (Jazz for Thousand Oaks).
Da seine Leistungen in den 1960ern, vor allem als gesuchter Begleiter, sonst wohl in Vergessenheit geraten wären, hat Marc Myers ihn 2007 nach intensiver Suche mit einem ausführlichen Blogartikel wieder in Erinnerung gerufen, worüber Bright sich sehr freute. Bright starb 2021 im Alter von 91 Jahren an den Folgen der Alzheimer-Krankheit.

## Diskographische Hinweise
Als Leader
- The Ronnell Bright Trio (Polydor/Fresh Sound Records, 1958)
- Ronnell Bright / Kenny Burrell / Leonard Gaskin: Bright’ s Spot (Regent/Savoy, 1957)
- Bright Flight (Vanguard, 1957), mit Joe Benjamin, Bill Clark
- Ronnell Bright / Art Simmons: Jazz in Paris: Piano aux Champs-Elysees (Polydor 1958, ed. 2002)[4] mit Richard Davis, Art Morgan
- All About Ronnell (Bright Flight, 1985), u. a. mit Oscar Brashear, Al Aarons, Benny Powell, Bill Green, Del Cashier, Leroy Vinnegar, Frank Severino
- Thanks for the Memory (1990), mit Allen Jackson, Jimmie Smith
- The Ronnell Bright Trio - Complete Recordings 1956-1958 (Fresh Sound, ed. 2009)

Als Sideman
- Coleman Hawkins: The Hawk Relaxes (Prestige/OJC, 1961)
- Anita O’Day: I Got a Kick Out of You (Evidence, 1975)
- Shirley Scott: Workin’ (Prestige, 1958–61)
- Sarah Vaughan: Misty (Emarcy, 1958);
- Sarah Vaughan with the Jimmy Jones Orchestra: Dreamy (Roulette, Fresh Sound Rec., 1960)
- Frank Wess: Trombones and Flute (Savoy, 1956)